# Joseph Wilpert

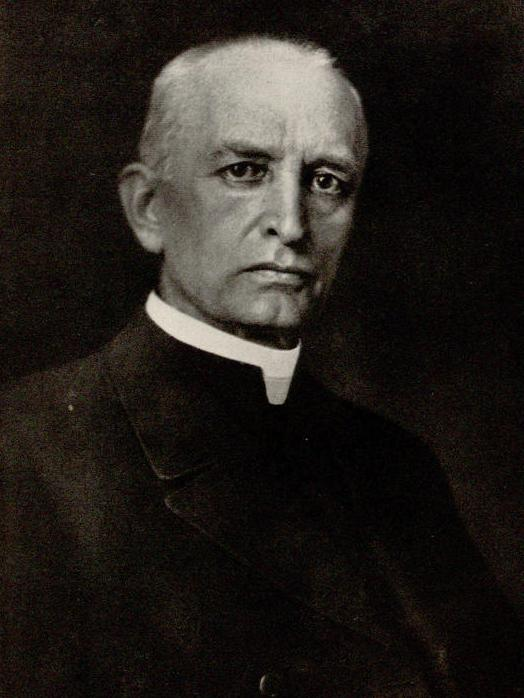
Joseph Wilpert, ca. 1930

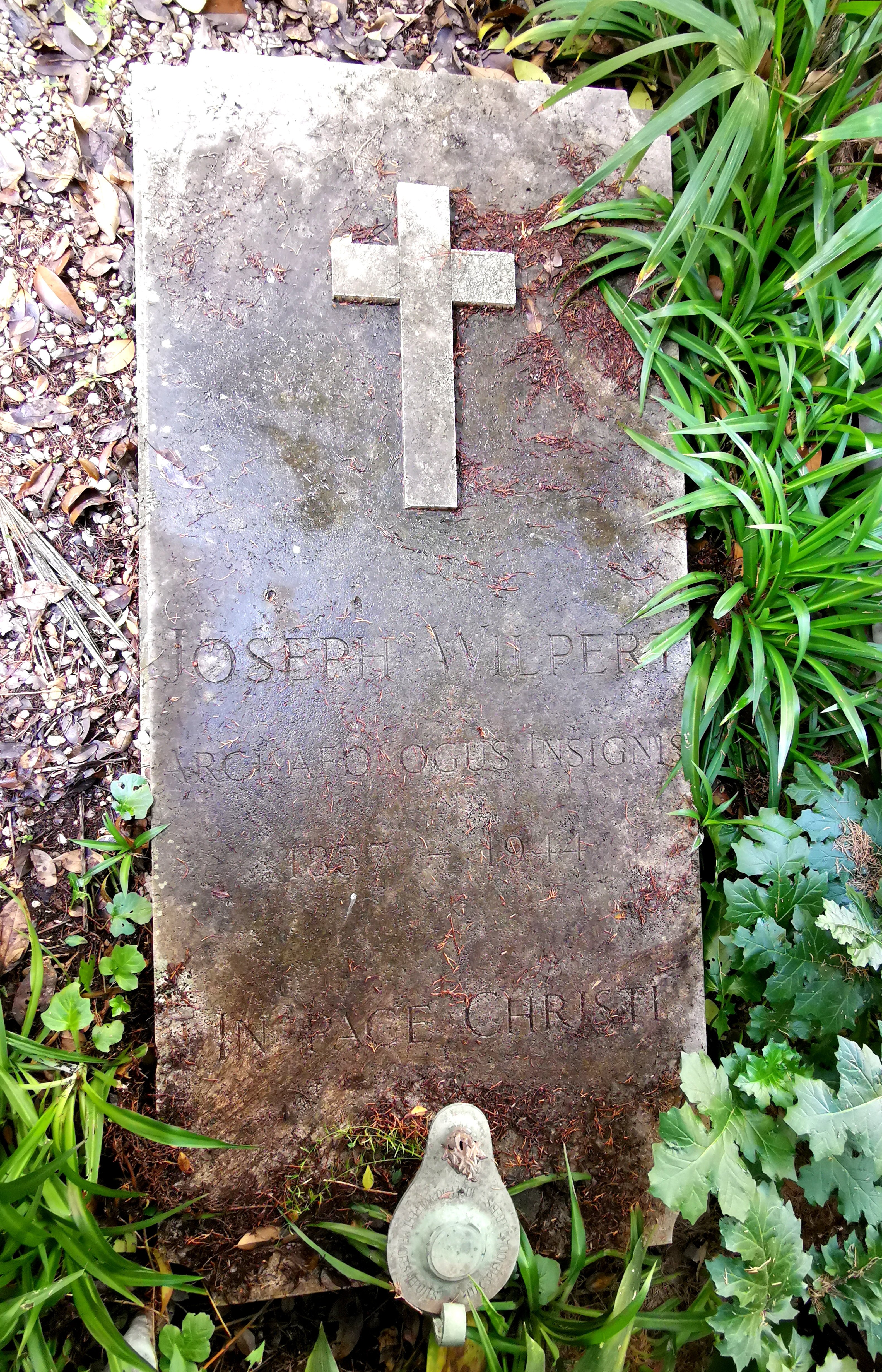
Grab auf dem Campo Santo Teutonico, Rom

Joseph Wilpert (* 22. August 1857 in Eiglau bei Bauerwitz, Schlesien; † 13. Februar 1944 in Rom) war ein deutscher Christlicher Archäologe.

## Leben
Joseph Wilpert stammte aus einer bäuerlichen Familie in Eiglau (poln. Dzielów) in Oberschlesien. Er war das zweite von fünf Kindern seiner Eltern Anastasius und Marianna. Als Zwölfjähriger bezog er das Gymnasium in Leobschütz (Głubczyce). Nach dem Ende seiner Schulzeit im Jahr 1877 begann er 1878 ein Studium zunächst der Philosophie, dann nach einem einjährigen Militärdienst ab 1880 der Theologie in Innsbruck. Während seines Studiums wurde er 1878 Mitglied der AV Austria Innsbruck im CV. Die Priesterweihe empfing er am 2. Juli 1883.
Am 10. Oktober 1884 trat Wilpert eine »Kaplanei« am Campo Santo Teutonico in Rom an, um sich zum Archäologen ausbilden zu lassen. Hier lernte er den Rektor des Campo Santo Anton de Waal und unter den anderen Kaplänen und Convictoren Johann Peter Kirsch kennen, mit dem er eine lebenslange Freundschaft schloss. Rom blieb in der Folge Wilperts Heimat, die er außer in den Jahren des Ersten Weltkriegs, in denen er als Deutscher Italien verlassen musste, fast nur zu Forschungsreisen, besonders im Zusammenhang mit seinen Sarkophagforschungen nach Frankreich, Spanien, Algerien und Tunesien, wieder verlassen hat. Großen Einfluss auf seine Arbeit gewann das Vorbild des Begründers der Christlichen Archäologie als eigenständiger Wissenschaft, Giovanni Battista de Rossi. 1891 verließ Wilpert den Campo Santo und wohnte von da an im Haus des Monsignore Germano Straniero in der Nähe des Lateran, 1921 siedelte er in das Collegio Teutonico di Santa Maria dell’Anima über, wo er infolge eines Sturzes 1944 starb. Beigesetzt wurde er auf dem Friedhof des Campo Santo Teutonico.

## Wissenschaftliche Leistung
Schon zu Beginn seiner Arbeit in den Katakomben erkannte Wilpert die Unzulänglichkeit der bis dahin umlaufenden Abbildungen, die er als Ursache der von ihm als falsch angesehenen Deutungen ausmachte. So stellte er sich die Veröffentlichung zuverlässiger Abbildungen als eine seiner Lebensaufgaben. In der Folgezeit nahm er daher über Jahre hinweg alle Strapazen auf sich, um in den engen Gängen der Katakomben vor den Originalen Fotografien und zuverlässige Kopien der Malereien herzustellen. Nachdem er eine Reihe von Einzeluntersuchungen, Fallstudien und grundsätzlichen Überlegungen vorab veröffentlicht hatte, konnte er 1903 das Ergebnis in zwei Foliobänden mit Abbildungen in einer bis dahin unerreichten und auf lange Zeit nicht übertroffenen Qualität, gleichzeitig in einer deutschen und einer italienischen Ausgabe, vorlegen. Das vierbändige Corpus der kirchlichen Malereien und Mosaiken erschien nach ähnlich umfangreichen Vorarbeiten mitten im Ersten Weltkrieg 1916; das Corpus der Sarkophage, das diesmal auch die außerrömischen Denkmäler einschloss, in fünf Foliobänden 1929–1936.
Wilpert hat sich stets um eine Deutung der Darstellungen bemüht, die sich streng an die erkennbaren Spuren hielt. Hierin hat er gegenüber seinen Vorgängern beachtliche Fortschritte erzielt. Doch blieb seine Interpretation frühchristlicher Kunstwerke als unmittelbare Verbildlichungen von kirchlichen Glaubensvorstellungen, die er wohl schon aus dem Unterricht an der Innsbrucker Universität mitgenommen hatte, davon unberührt. Dies und seine mit dem Gros der damaligen Christlichen Archäologen geteilte Tendenz, auch alltägliche Szenen einer biblischen Erzählung oder einem kirchlichen Brauch zuzuordnen, wurde schon zu seinen Lebzeiten von vielen Forschern abgelehnt. Seine viel zu frühe Datierung vor allem der Katakombenmalereien hatte ihn zu der Überzeugung gebracht, dass der Ursprung aller christlichen Kunst in Rom zu suchen sei. Diese Überzeugung führte ihn zu einer Abwertung der Kunsterzeugnisse der östlichen Reichshälfte, die, wie seine Datierungen auch, schon von manchen seiner Zeitgenossen korrigiert wurden.
Die bleibende Leistung Wilperts ist die Schaffung der erschöpfenden Corpora der frühchristlichen Katakombenmalereien, kirchlichen Mosaiken und Malereien und Sarkophage mit zuverlässigen Abbildungen, die erst in jüngster Zeit nach und nach durch neuere Sammelwerke ersetzt werden.

## Ämter und Ehrungen
Ein Amt oder eine berufliche Stellung hat Wilpert nie bekleidet. Aber schon seine ersten Veröffentlichungen hatten ihm 1891 den Titel eines päpstlichen Geheimkämmerers eingetragen, 1892 verlieh die theologische Fakultät der Königlichen Akademie zu Münster Wilpert den Ehrendoktortitel, und 1893 erhielt er den ehrenvollen Auftrag, Kaiser Franz Joseph I. das Kardinalsbirett für den ungarischen Fürstprimas Kolos Ferenc Vaszary zu überbringen. Seinen ersten Orden verlieh ihm 1893 Wilhelm II. 1896 erhielt er den Titel eines päpstlichen Hausprälaten. 1903 wurde er Apostolischer Protonotar de numero (also Mitglied der Kommission der sieben päpstlichen Notare), ein Amt, das wenigstens mit einer geringfügigen Besoldung dotiert war, und schließlich Dekan der Apostolischen Protonotare. 1926 ernannte das erst ein Jahr zuvor gegründete und von seinem Freund Johann Peter Kirsch geleitete Pontificio Istituto di Archeologia Cristiana Wilpert zum Honorarprofessor; er lehrte dort bis 1936.

## Schriften (Auswahl)
Ein vollständiges Schriftenverzeichnis findet sich in: Stefan Heid (Hrsg.): Giuseppe Wilpert archeologo cristiano (= Sussidi allo studio delle antichità cristiane. Bd. 22). Atti del Convegno (Roma, 16–19 maggio 2007). Pontificio Istituto di Archeologia Cristiana, Città del Vaticano 2009, S. 649–677.
- Principienfragen der christlichen Archäologie mit besonderer Berücksichtigung der „Forschungen“ von Schultze, Hasenclever und Achelis. Herder, Freiburg (Breisgau) 1889.
- Die Katakombengemälde und ihre alten Copien. Eine ikonographische Studie. Herder, Freiburg (Breisgau) 1891.
- Ein Cyclus christologischer Gemälde in der Katakombe der Heiligen Petrus und Marcellinus. Herder, Freiburg (Breisgau) 1891 (Digitalisat).
- Fractio panis. Die älteste Darstellung des eucharistischen Opfers in der „Cappella Greca“. Herder, Freiburg (Breisgau) 1895. (In französischer Sprache: Fractio panis. La plus ancienne représentation du sacrifice eucharistique à la „Capella greca“. Firmin-Didot et Cie, Paris 1896).
- Die Malereien der Sacramentskapellen in der Katakombe des hl. Callistus. Herder, Freiburg (Breisgau) 1897.
- Die Gewandung der Christen in den ersten Jahrhunderten. Vornehmlich nach den Katakomben-Malereien dargestellt (= Görres-Gesellschaft zur Pflege der Wissenschaft im Katholischen Deutschland. Vereinsschrift. 1898, 3, ZDB-ID 517218-4). Bachem, Köln 1898.
- Die Malereien der Katakomben Roms. 2 Bände (Textbd., Tafelbd.). Herder, Freiburg (Breisgau) 1903 (gleichzeitig in italienischer Sprache: Le pitture delle catacombe romane. Desclée u. a., Rom)
- Die Papstgräber und die Cäciliengruft in der Katakombe des hl. Kallistus (= La Roma sotterranea cristiana. Erg.-H. 1). Herder, Freiburg (Breisgau) 1909 (In italienischer Sprache: La cripta dei papi e la cappella di Santa Cecilia nel cimitero di Callisto. Desclée, Rom 1910).
- Die römischen Mosaiken und Malereien der kirchlichen Bauten vom IV.–XIII. Jahrhundert. 5 Bände (Bd. 1–4, Supplementbd.). Herder, Freiburg (Breisgau) 1916.
- I sarcofagi cristiani antichi. 5 Bände. Pontificio Istituto di Archeologia Cristiana, Città del Vaticano 1929–1936;
  - Band 1 in 2 Bänden: Tafelbd., Textbd. 1929;
  - Band 2 in 2 Bänden: Tafelbd., Textbd. 1932;
  - Supplemento. 1936.
- Erlebnisse und Ergebnisse im Dienste der christlichen Archäologie. Rückblick auf eine fünfundvierzigjährige wissenschaftliche Tätigkeit in Rom. Herder, Freiburg (Breisgau) 1930.
- La fede della Chiesa nascente. Secondo i monumenti dell’arte funeraria antica. Pontificio Istituto di Archeologia Cristiana, Città del Vaticano 1938.

## Autobiographisches
- Joseph Wilpert: Erlebnisse und Ergebnisse im Dienste der christlichen Archäologie. Rückblick auf eine fünfundvierzigjährige wissenschaftliche Tätigkeit in Rom. Herder & Co., Freiburg (Breisgau) 1930.